# Raymond Dugarreau
Raymond Dugarreau (né le 15 juillet 1938 à Paris et mort le 15 octobre 2010 à Auxerre) est un athlète français, spécialiste du saut en hauteur.

## Biographie
Il est sacré champion de France du saut en hauteur en 1962 à Colombes, avec la marque de 2,05 m.
Il remporte la médaille de bronze de la hauteur aux Jeux méditerranéens de 1963, à Naples.
Son record personnel au saut en hauteur est de 2,08 m (1963).